# Phragmotheca rubriflora
Phragmotheca rubriflora é uma espécie de angiospérmica da família Bombacaceae.
Apenas pode ser encontrada no seguinte país: Colômbia.